# Дудниково (Мордовия)
 Дудниково  — деревня в составе Теньгушевского сельского поселения Теньгушевского района Республики Мордовия.

## География
Находится на расстоянии примерно 2 километра по прямой на север от районного центра села Теньгушево.

## История
Известна с 1866 года, когда она была учтена как казённая деревня Темниковского уезда из 54 дворов. Названа по фамилии бывших владельцев.

## Население
Постоянное население составляло 194 человека (мордва-эрзя 86%) в 2002 году, 159 в 2010 году .